# Мотуль (муниципалитет)
Мотуль (исп. Motul) — муниципалитет в Мексике, штат Юкатан, с административным центром в городе Мотуль-де-Каррильо-Пуэрто. Численность населения, по данным переписи 2010 года, составила 33 978 человек.

## Общие сведения
Название Motul происходит от имени майяйского священника Сака Мотуля, основавшего здесь в XI веке церемониальный центр.
Площадь муниципалитета равна 321 км², что составляет 0,8 % от общей площади штата, а наивысшая точка — 6 метров над уровнем моря, расположена в поселениях Тимуль и Сакапук.
Он граничит с другими муниципалитетами Юкатана: на севере c Цемулем, Тельчак-Пуэбло и Синанче, на востоке с Кансакабом и Сумой, на юге с Бокобой и Какальченом, на западе с Мушупипом и Бакой.

## Учреждение и состав
Муниципалитет был образован 10 марта 1852 года, в его состав входит 49 населённых пунктов, самые крупные из которых:
| Код INEGI                  | Населённый пункт                                                                                                   | Численность населения (2005 год) | Численность населения (2010 год) |
| -------------------------- | --- | -------------------------------- | -------------------------------- |
| 052                        | Всего | 31547                            | 33978                            |
| 0001                       | Мотуль-де-Каррильо-Пуэрто (исп. Motul de Carrillo Puerto) 21°05′42″ с. ш. 89°16′59″ з. д. (административный центр) | 21508                            | 23240                            |
| 0023                       | Кини (исп. Kiní) 21°08′03″ с. ш. 89°19′03″ з. д.                                                                   | 1502                             | 1581                             |
| 0002                       | Уси (исп. Ucí) 21°07′32″ с. ш. 89°16′11″ з. д.                                                                     | 1156                             | 1224                             |
| 0015                       | Кашатах (исп. Kaxatah) 21°05′42″ с. ш. 89°15′14″ з. д.                                                             | 906                              | 982                              |
| 0003                       | Тимуль (исп. Timul) 21°11′32″ с. ш. 89°23′35″ з. д.                                                                | 884                              | 943                              |
| 0018                       | Таня́ (исп. Tanyá) 21°06′36″ с. ш. 89°14′57″ з. д.                                                                  | 734                              | 879                              |
| 0017                       | Сан-Педро-Чакабаль (исп. San Pedro Chacabal) 21°08′05″ с. ш. 89°11′30″ з. д.                                       | 658                              | 765                              |
| 0005                       | Сакапук (исп. Sacapuc) 21°09′58″ с. ш. 89°21′28″ з. д.                                                             | 690                              | 690                              |
| 0014                       | Месатунич (исп. Mesatunich) 21°04′35″ с. ш. 89°12′03″ з. д.                                                        | 572                              | 600                              |
| 0008                       | Копте (исп. Kopté) 21°03′14″ с. ш. 89°13′45″ з. д.                                                                 | 509                              | 556                              |
| —                          | Прочие | 2428                             | 2518                             |
| Названия на карте Генштаба | |                                  |                                  |

## Экономика
По статистическим данным 2000 года, работоспособное население занято по секторам экономики в следующих пропорциях:
- производство и строительство — 46,5 %;
- торговля, сферы услуг и туризма — 35 %;
- сельское хозяйство и скотоводство — 17,9 %;
- безработные — 0,6 %.

## Инфраструктура
По статистическим данным 2010 года, инфраструктура развита следующим образом:
- протяжённость дорог: 216,9 км;
- электрификация: 98 %;
- водоснабжение: 95,4 %;
- водоотведение: 69,4 %.

## Достопримечательности
В муниципалитете можно посетить:
- храм Сан-Хуан Баутиста, построенный в XVII веке;
- церковь Успения Богородицы, построенную в XVII веке;
- дом-музей Фелипе Каррильо Пуэрто, губернатора Юкатана, одного из лидеров мексиканской революции;
- бывшие асьенды — Санта-Тереса, Уканха, Шинтейла, Цитош.

## Фотографии

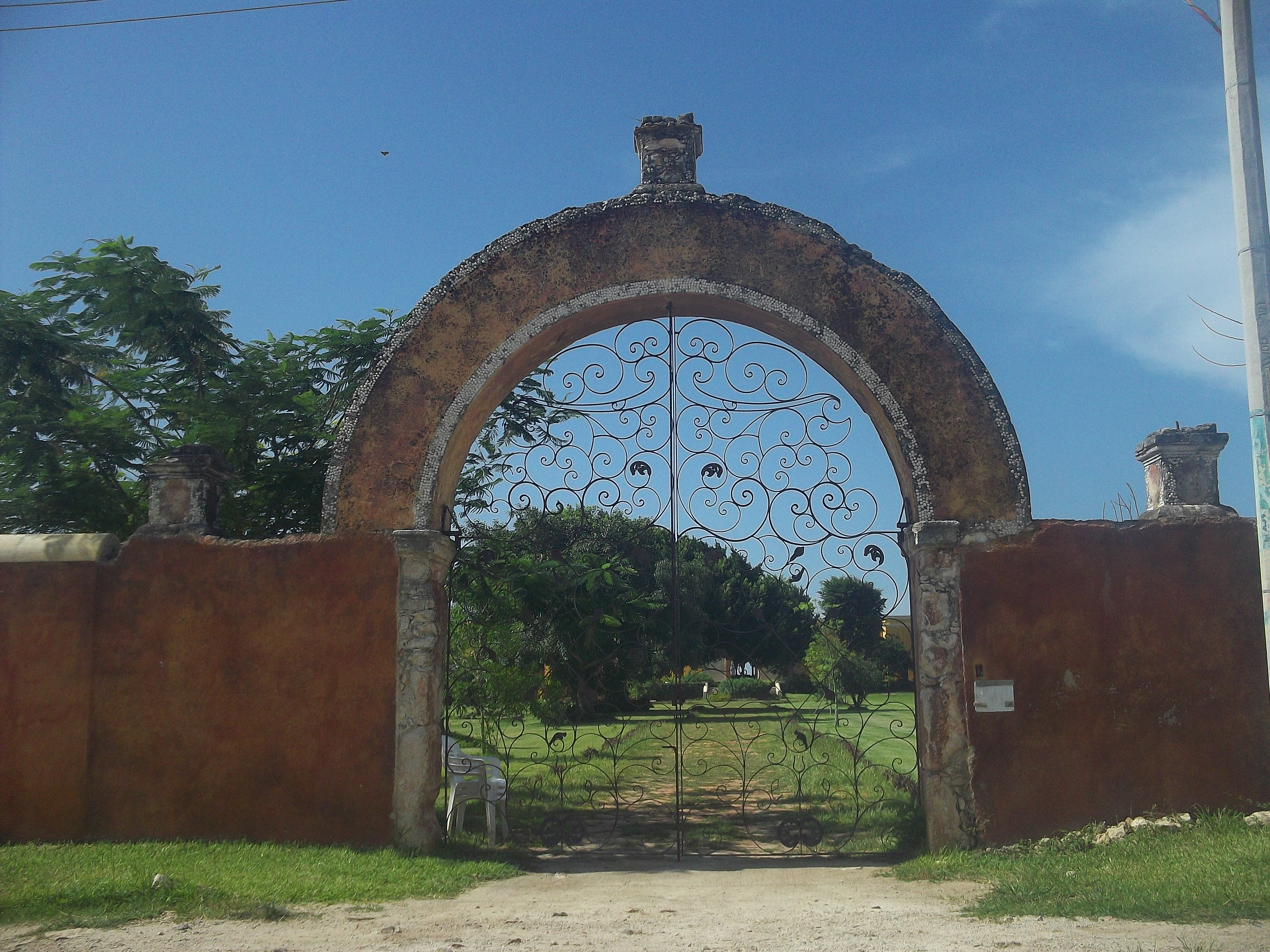
Бывшая асьенда Санта-Тереса
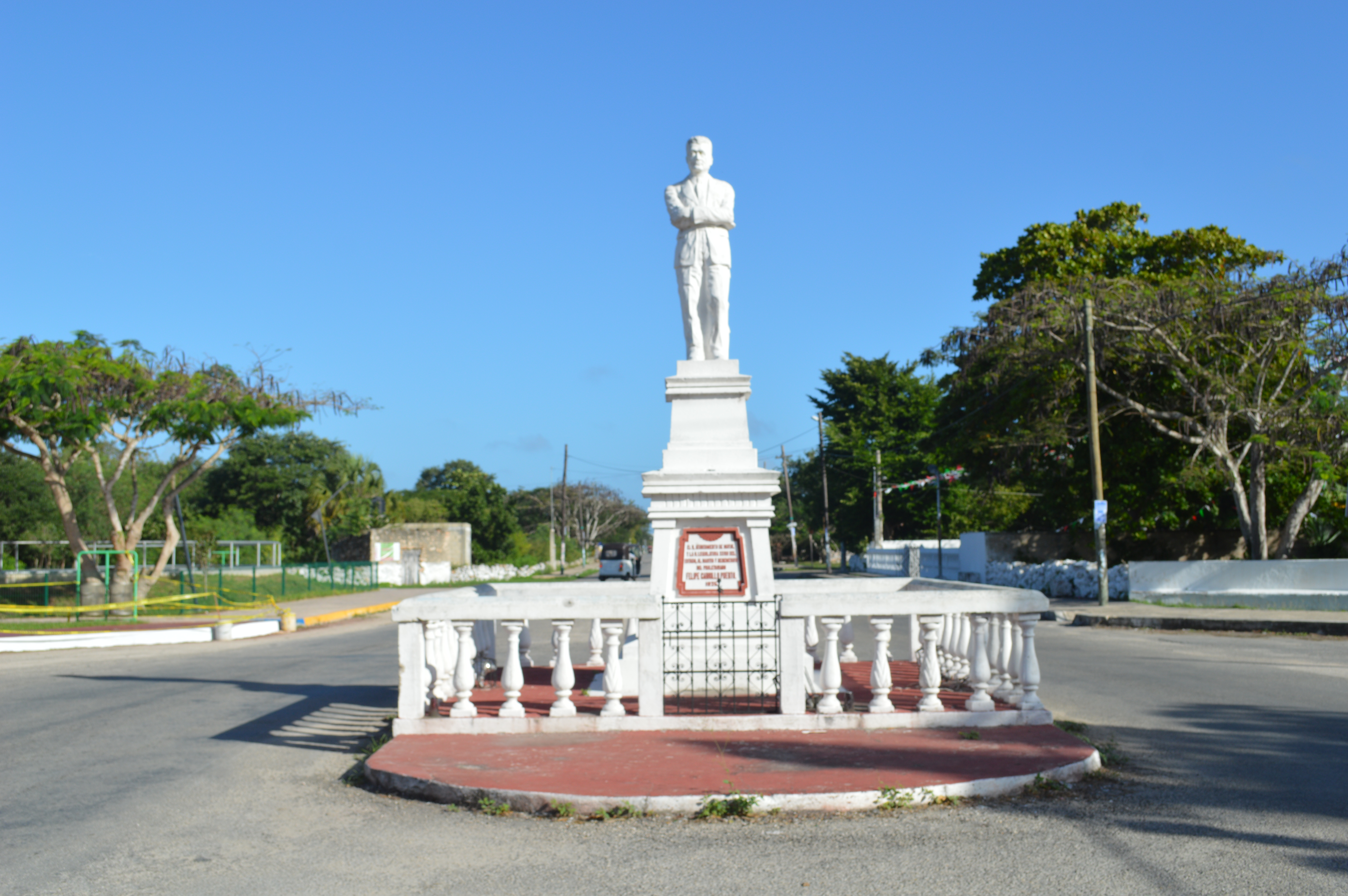
Монумент Фелипе Каррильо Пуэрто
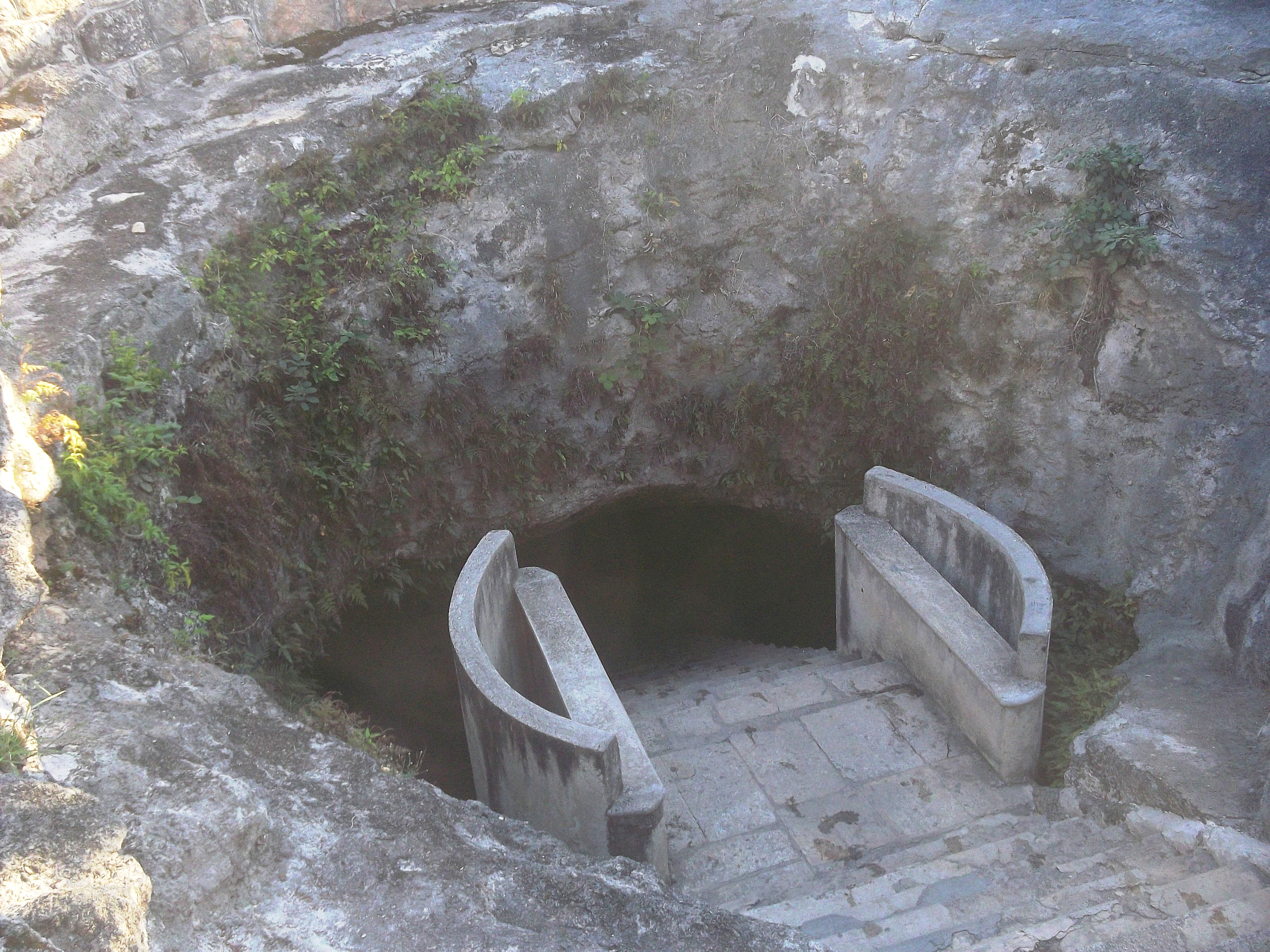
Сенот Самбула